# خير الدين باي
خير الدين باي هو باي قسنطينة وحاكم بايلك الشرق ضمن أيالة الجزائر في العهد العثماني. امتد حكمه بين سنتي 1673 و1676 ليخلفه فيما بعد عبد الرحمان دالي باي.